# Mesorregión de Araçatuba
La mesorregión de Araçatuba es una de las quince mesorregiones del estado brasileño de São Paulo. Es formada por la unión de 36 municipios agrupados en tres microrregiones.'

## Microrregiones
- Andradina
- Araçatuba
- Birigui